# Animation World Network
Animation World Network (часто скорочується до AWN) — онлайнова видавнича група, яка спеціалізується на ресурсах для аніматорів, з великим вебсайтом, що пропонує новини, статті та посилання для професіоналів та шанувальників анімації.

## Уміст
Зокрема, AWN висвітлює профілі аніматорів, незалежну дистрибуцію фільмів, діяльність найбільших анімаційних студій, ліцензування, CGI та інші анімаційні технології, а також поточні події в усіх галузях анімації.
AWN також видає друковані журнали. Серед них — Animation World, присвячений анімації загалом, та VFX World, який фокусується на спецефектах та CGI.

## Історія
У 1995 році Рон Даймонд у партнерстві з Деном Сарто заснував Animation World Network. Через рік після дебюту «Історії іграшок» Сарто та Даймонд випустили свій перший номер. «У той час не так багато людей публікувалося в Інтернеті, але ми вирішили вийти в мережу і повністю обійти друк; не тільки з міркувань вартості, але й тому, що аніматори завжди попереду, коли справа доходить до вивчення нових технологій», — сказав Даймонд.